# Burnin' Up
«Burnin' Up» és el primer senzill dels Jonas Brothers del álbum A Little Bit Longer que hi va ser alliberat el 19 de juny a través de Radio Disney, així com altres estacions de radio, y en iTunes el 20 de juny del 2008.

## Informació
La banda va presentar per primera vegada esta cançó en el seu Look Me In The Eyes Tour, així com en els Disney Channel Games del 2008. La seua gira d'estiu, titulada "Burning Up Tour", és el nom d'esta cançó. La cançó també inclou un rap del seu guardaespatlles, Robert "Big Rob" Feggans.

## Vídeo
El vídeo musical de "Burnin 'Up" va ser estrenat després del estreno de Disney Channel Camp Rock en Disney Channel, així com ABC el 21 de juny del 2008. En el vídeo, els germans llegeixen el guió del vídeo i imaginen la forma en que el vídeo funcionarà, en el qual es presenten com estrelles d'acció. Nick com James Bond, Joe com membre de Miami Vice, y Kevin com un mestre de Kung Fú. Els cameos en el vídeo inclouen a Selena Gómez, David Carradine, Robert Davi, Maiara Walsh i Danny Trejo.
El vídeo va ser dirigit per The Malloys.
Encara que hi hagué molta especulació, Carlson Young no apareix en el vídeo.
El vídeo musical ha sigut vist 90 milions de vegades en el seu conter oficial del popular lloc web YouTube.

## Posicionament
| Listas (2008)                | Posiciones |
| ---------------------------- | ---------- |
| Alemania Singles Top 100     | 35         |
| Australia ARIA Singles Chart | 31         |
| Austria Top 40               | 39         |
| Canadá Hot 100               | 14         |
| Dinamarca Singles Chart      | 39         |
| Irlanda Singles Chart        | 21         |
| Italia FIMI Singles Chart    | 16         |
| 10+ pedidos MTv México       | 1(x8)      |
| 100+ pedidos MTv México 2008 | 36         |
| Noruega Singles Chart        | 12         |
| Portugal Singles Top 50      | 11         |
| UK Singles Chart             | 30         |
| U.S. Billboard Hot 100       | 5          |
| U.S. Billboard Pop 100       | 9          |

Categorías:
- Sencillos de 2008
- Sencillos de Jonas Brothers